# Liên Xô tẩy chay Liên Hợp Quốc
Liên Xô tẩy chay Liên Hợp Quốc từ ngày 13 tháng 1 đến ngày 1 tháng 8 năm 1950. Cuộc tẩy chay bắt nguồn từ tranh chấp về quyền đại diện của Trung Quốc tại Liên Hợp Quốc. Liên Xô yêu cầu rằng các đại diện của Cộng hòa Nhân dân Trung Hoa (PRC) được tham gia Hội đồng Bảo an Liên Hợp Quốc, trong khi Liên Hợp Quốc công nhận các đại diện của Trung Quốc Quốc dân Đảng và Trung Hoa Dân Quốc. Sau khi nỗ lực bầu cho CHND Trung Hoa thất bại, họ đã quyết định tẩy chay tổ chức này.

## Bối cảnh
Trung Quốc là thành viên sáng lập của Liên Hợp Quốc tại Hội nghị San Francisco năm 1945. Tham dự hội nghị vào tháng 4 năm 1945 có Tống Tử Văn, Ngụy Đạo Minh, Cố Duy Quân và Vương Sủng Huệ từ Quốc dân Đảng và Đổng Tất Vũ từ Đảng Cộng sản. Toàn bộ phái đoàn Trung Quốc đã có mặt tại hội nghị bế mạc vào tháng 6, và Chủ tịch Chính phủ Quốc dân Trung Hoa Dân quốc Tưởng Giới Thạch đã tham gia ký Hiến chương Liên Hợp Quốc vào tháng 8 năm 1945. Sau khi CHND Trung Hoa thành lập chính phủ mới vào ngày 18 tháng 11 năm 1949, họ yêu cầu Liên Hợp Quốc công nhận họ là chính phủ Trung Quốc và trục xuất các đại diện của Quốc dân Đảng khỏi Liên Hợp Quốc. Cùng tháng, Liên Xô tán thành yêu cầu của CHND Trung Hoa, lập luận rằng Quốc dân Đảng chỉ kiểm soát một phần nhỏ Trung Quốc và từ chối tham gia ủy ban đầu tiên của Đại Hội đồng Liên Hợp Quốc. Tuy nhiên, yêu cầu của CHND Trung Hoa không được xem xét. Nhưng nghị quyết từ Úc về yêu cầu người dân Trung Quốc tự do lựa chọn thể chế chính trị của họ và không chịu ảnh hưởng của nước ngoài, đã được thông qua.

## Tẩy chay
Ngày 8 tháng 1 năm 1950, Thủ tướng CHND Trung Hoa Chu Ân Lai đã gửi một bức thư tới Hội đồng Bảo an Liên Hợp Quốc, trong đó ông yêu cầu Hội đồng Bảo an không công nhận hợp pháp hóa Quốc dân Đảng. Ngày 10 tháng 1, Liên Xô chính thức đưa ra một kiến nghị khai trừ các đại diện của Quốc dân Đảng khỏi Hội đồng Bảo an.
Sau khi kiến nghị của Liên Xô về việc bầu cho CHND Trung Hoa thay vì Trung Quốc Quốc dân Đảng không đạt được đa số vào ngày 13 tháng 1, đại sứ Liên Xô, Yakov Aleksandrovich Malik, rời khỏi cuộc họp và tuyên bố sẽ không trở lại chừng nào Tưởng Đình Phất, đại diện của Quốc dân Đảng, vẫn là thành viên của Hội đồng Bảo an và chưa được thay thế bởi đại diện của CHND Trung Hoa. Liên Xô đe dọa sẽ không thừa nhận bất kỳ quyết định nào của Hội đồng Bảo an chừng nào Quốc dân Đảng còn là một phần của các văn bản đó. Sau đó, Liên Xô cũng tẩy chay các cơ quan khác của Liên Hợp Quốc mà có đại diện của Quốc dân Đảng. Trong cuộc tẩy chay của Liên Xô, Hội đồng Bảo an đã thông qua nghị quyết cho phép triển khai quân đội Liên Hợp Quốc tới chiến tranh Triều Tiên nhằm bảo vệ Hàn Quốc chống lại các lực lượng cộng sản đang tiến quân của Triều Tiên.

## Hậu cảnh
Liên Xô nghi ngờ tính hợp pháp của nghị quyết, vì theo quan điểm của họ, nó vốn chỉ được thông qua với sáu phiếu bầu, trong khi thực tế lại không có Liên Xô và cả Trung Quốc, bởi Liên Xô không công nhận phiếu bầu của Quốc dân Đảng trong Hội đồng Bảo an. Liên Xô lập luận rằng tất cả năm thành viên thường trực của Hội đồng Bảo an phải được tham gia bất kỳ quyết định nào về một vấn đề quan trọng. Tuy nhiên, Tòa án Công lý Quốc tế phán quyết rằng việc một thành viên Hội đồng Bảo an vắng mặt trong phiên bỏ phiếu thì được coi là phiếu trắng và do đó nghị quyết là hợp pháp. Cuối tháng 7, Liên Xô thông báo cho Tổng thư ký Liên Hợp Quốc Trygve Lie rằng vào ngày 1 tháng 8, Đại diện thường trực của Liên Xô Yakov Aleksandrovich Malik sẽ đảm nhận chức Chủ tịch Hội đồng Bảo an Liên Hợp Quốc.